# Halle (Westfàlia)
Halle (o també Halle in Westfalen per distingir-la de la ciutat de Halle a l'estat federat de Saxònia-Anhalt) és una ciutat alemanya del Land de la Rin del Nord-Westfàlia. És a una trentena de quilòmetres al sud d'Osnabrück i 10 quilòmetres al nord-oest de Bielefeld.
Cada any se celebra a la ciutat un torneig de tennis de l'ATP, un dels pocs del circuit que es fan sobre gespa. Com que es realitza unes setmanes abans del torneig de Wimbledon, és considerat un entrenament de cara a aquest torneig.
Halle apareix mencionada a documents històrics de 1246.